# Bülgenauel

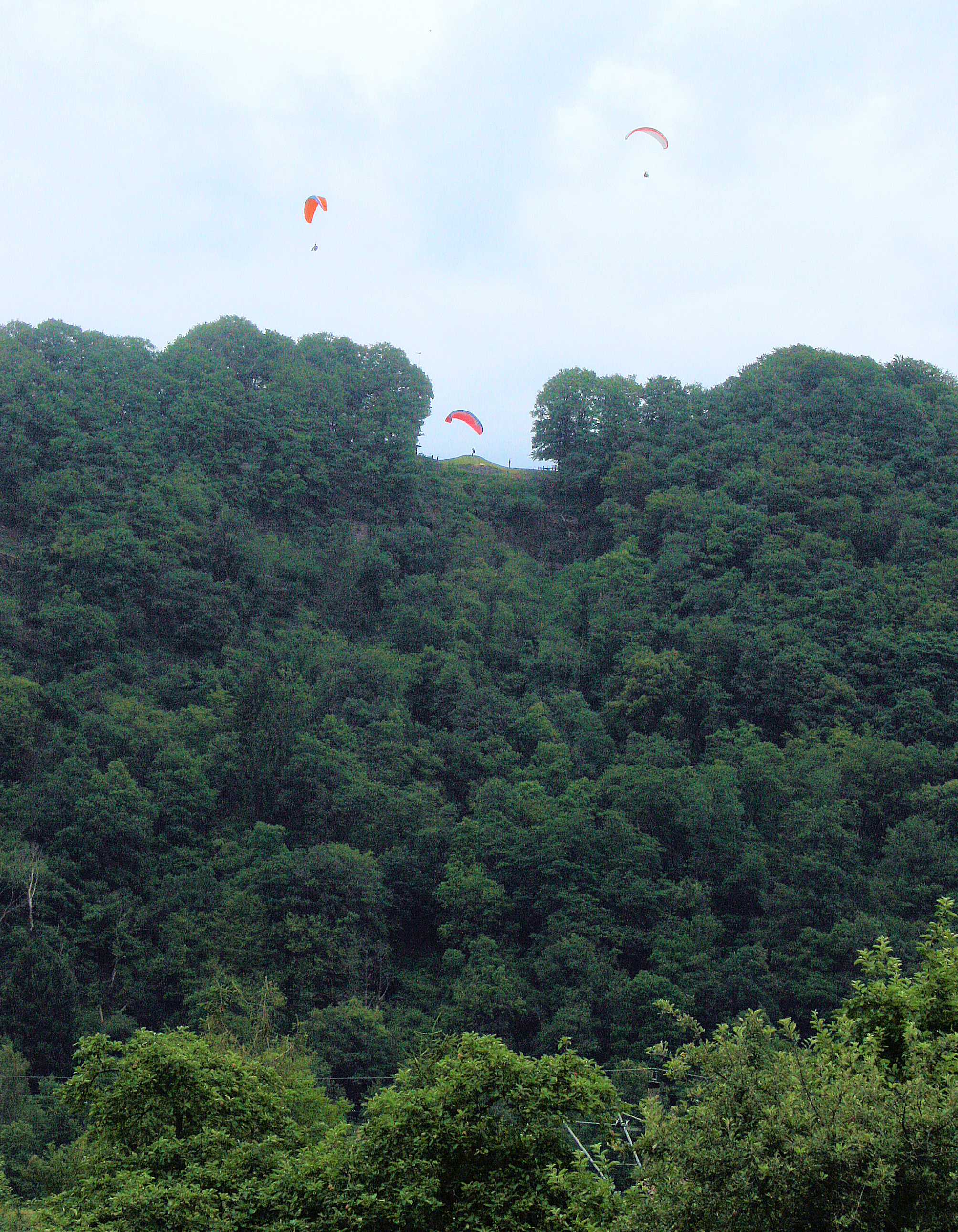
Der Stachelberg wird heute als Startplatz für Drachenflieger und Paragliding genutzt

Bülgenauel um 1815

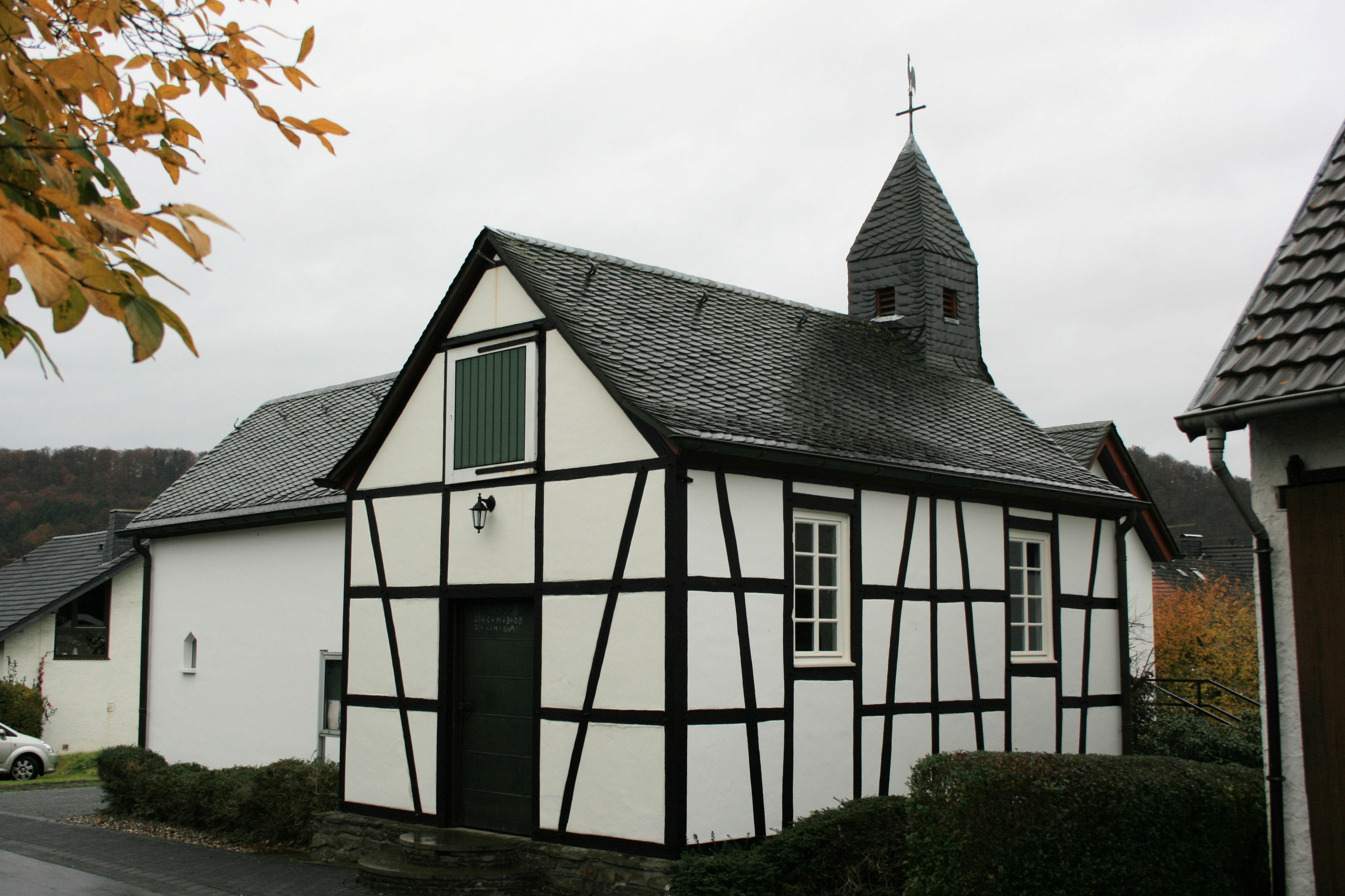
Die Kapelle in Bülgenauel

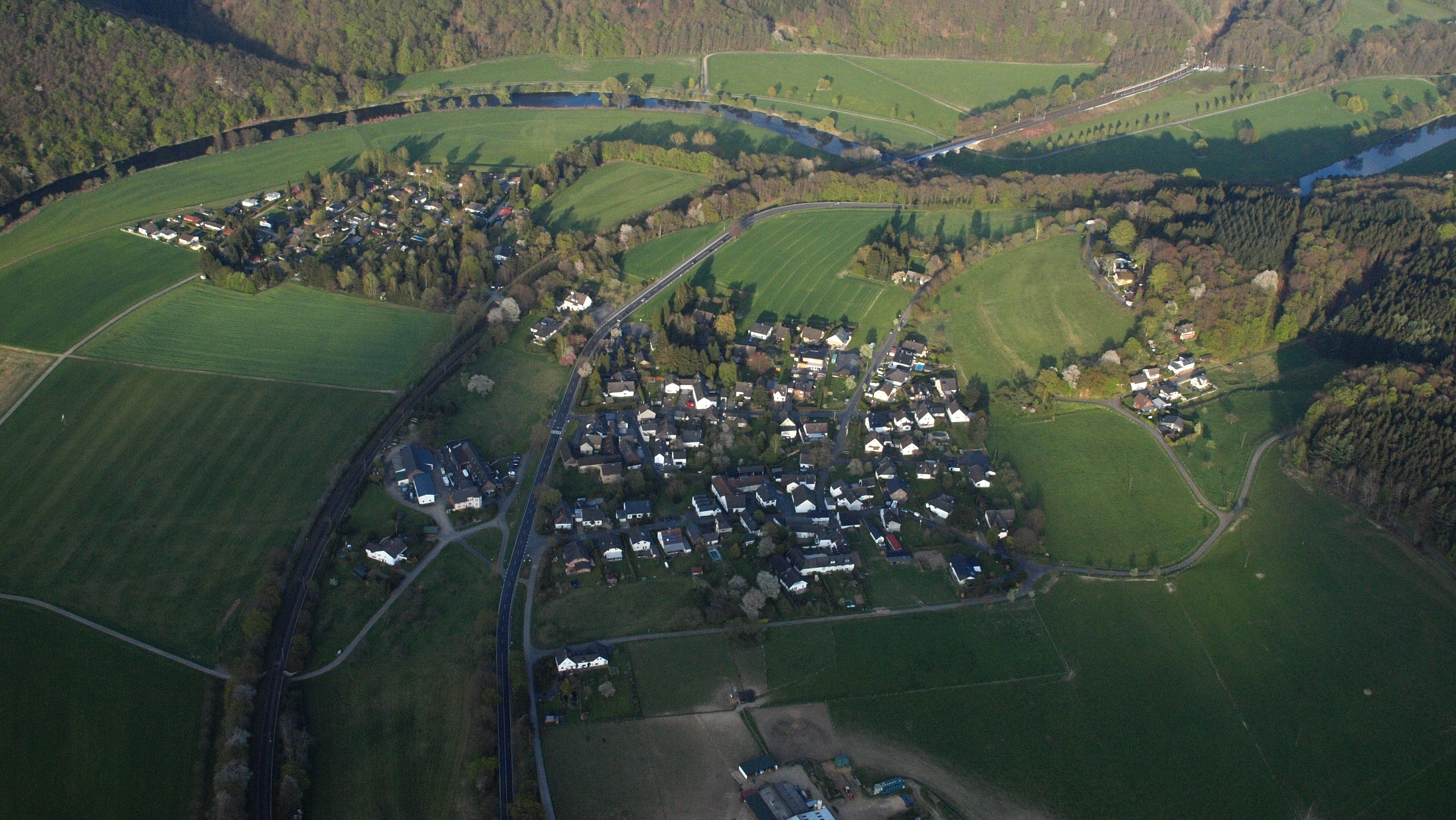
Hennef Bülgenauel, Luftaufnahme (2015)

Bülgenauel ist ein Ortsteil im Osten der Stadt Hennef (Sieg) und liegt in einer Siegschleife. Der kleine Kapellenort ist geprägt von einfachen Fachwerkhäusern. Der Ortsname Bülgenauel kann man als  kleine „Beulenaue“ (rhein. Bül, Bülche, Bülge) in einer Siegschleife herleiten. Des Weiteren deutet auel auf den Auelgau hin. Durch Bülgenauel führt die Landesstraße 333.

## Geschichte
Die früheste Nennung von Bülgenauel war 1387. Es wird ein Johan von Bülgenauel genannt. Dieser Johann war auch bekannt als Johan von Scheyde geheissen von Burchenauwe und der erste der Herren von Scheidt genannt Weschpfennig. 
Er wohnte dort mit seiner Frau Agnes und den Stiefkindern Johan und Christina von Hunnenberg oder von Hondenberg. Er und seine Frau verkauften am 24. Februar 1407 20 Malter Roggen aus ihrem Hof zu Bulgenauwel an Aillfe vam Steinhaus genannt Muge (Adolf vom Steinhaus genannt Much).
Im Mittelalter war Bülgenauel aufgrund seiner abgelegenen Lage eine eigene Honschaft, die zum Kirchspiel Uckerath gehörte, zu dem eine zweistündige Wegstrecke führte, die als einzige Verbindung zur Außenwelt das ganze Jahr begehbar war. Von daher lebten die Menschen hier früher von Ackerbau und Viehzucht, Fischfang in der Sieg und Weinanbau auf dem am anderen Siegufer gelegenen Stachelberg (bis 1907). Die Honschaft Bülgenauel hatte 1742 477 Einwohner in 98 Haushalten, 1791 542 Einwohner in 105 Haushalten. Zur Honschaft gehörten neben Bülgenauel selbst die Weiler Löbach, Ahrenbach, Fernegierscheid, Hülscheid, Kraheck, Iselhof, Darscheid, Klingen, Süchterscheid, Oberscheid, Mittelscheid, Niederscheid und Kauen.
Von 1806 bis 1813 gehörte Bülgenauel zum Kanton Hennef im Großherzogtum Berg und bildete eine der 31 Gemeinden im Kanton.
Bis zum 1. August 1969 gehörte Bülgenauel zur Gemeinde Uckerath, im Rahmen der kommunalen Neugliederung des Raumes Bonn wurde Uckerath, damit auch der Ort Bülgenauel, der damals neuen amtsfreien Gemeinde „Hennef (Sieg)“ zugeordnet.

## Freigut
1555 gehörte das Freigut Engelbert von Selbach zu Bülgenauel, 1594 wird der verstorbene Cloß von Selbach erwähnt Johann Ruprecht von Bündingen kurpfälzischer Rat und Vogt zu Bretheim, und seine Ehefrau Anna von Seelbach genannt Lohe verkauften am 7. April 1601 den freien Hof Bülgenauel und Felderhausen für 5500 Gulden an Heinrich  von Scheidt genannt Weschpfennig. Am 23. Juli 1607 wurde der Vertrag gerichtlich widerrufen, da Weschpfennig dem Gut Bülgenauel durch Übernutzung schaden würde, und es wurde ein Tausch gegen Höfe zu Fensdorff und Offenhausen vereinbart. 1644 ist das Gut in Besitz von Juncker Eberzhaen Wallraeff rhinehart, der hier zwei Pferde für den Kriegsfall stellte. Er selbst wohnte zu Attenbach und ließ Haus Bulgenauwell von den Pächtern Heinrich und Johann Wißmann verwalten. Damals hatte das Gut 47 Morgen Land, drei Morgen Bungert, zwei Morgen Bitze, sechs Morgen Wiese, neun Morgen Busch und fünf Viertel drei Pint Weinberg. Hofrat Peter Josef von Proff erhielt am 30. Mai 1738 in einem Erbvergleich mit seiner Tante Margaretha Krumbach den Hof Bülgenauel zugesprochen.

## Einwohner
Nach einer Statistik aus dem Jahr 1885 lebten damals in Bülgenauel 112 Einwohner in 30 Häusern.
Anfang des 20. Jahrhunderts waren für Bülgenauel 29 Haushalte verzeichnet: Die Ackerer Heinrich und Josef Breuer, die Ackerer Wilhelm und Johann Heinrich Broischeid, Tagelöhner Karl Ennenbach, Schuster Martin Ennenbach, Tagelöhner Johann Halft, Arbeiter Peter Josef Henseler, die Ackerer Arnold, Hubert, Peter und Heinrich Hohn, Ackerer Johann Krämer, Ackerin Witwe Josef Manns, Ackerer Anton Mücher, Zeitungsbote Johann Odenthal, die Fabrikarbeiter Heinrich und Josef Pütz sowie der Tagelöhner Matthias Pütz und der Bäcker und Gastwirt Wilhelm Pütz, die Ackerer Friedrich, Heinrich und Peter Rösgen, die Ackerer Theodor und Wilhelm Schmahl, den Gutsbesitzer Matthias Wilhelm Schmitz, die Ackerin Witwe Johann Peter Walterscheid, Tagelöhner Peter Wissmann und Witwe Peter Josef Wissmann. 17 Haushalte betrieben Landwirtschaft.

## Kapelle
1870 errichtete der Ackerer Hohn auf seinem Grundstück ein kleines Gotteshaus. 1874 fand die Einsegnung statt. 
1922 wurde das Dorf Bülgenauel auf Wunsch der Einwohner der Pfarrgemeinde Blankenberg angegliedert.
1961 bis 1964 wurde auf einem gestifteten Nachbargrundstück der Geschwister Hohn mit Hilfe der Spende von Peter Franzen aus Köln von der Dorfgesellschaft ein neuer Erweiterungsbau errichtet. Die alte Kapelle wurde grundsaniert und angebunden. 1967 fand die Einweihung der Kapelle als Maria Himmelfahrt statt.

## Straßenbau
Mit dem Bau der Siegtalstraße um 1850 erhielt Bülgenauel erstmals Verbindung nach Hennef (Sieg) und flussaufwärts nach Eitorf. 

## Sonstiges
In Bülgenauel gibt es ein Bürgerhaus, einen Campingplatz und ein kleines Horex-Museum.
Öffentliche Verkehrsmittel sind: Eine Buslinie (579, einmal täglich flussaufwärts um 07:20 Uhr und flussabwärts um 11:56 Uhr) und einmal in der Stunde die S 12, eine S-Bahn die um x:43 Richtung Hennef und x:14 Richtung Eitorf fährt.
Zusätzlich fahren morgens drei Schulbusse, einer Richtung Uckerath und zwei Richtung Hennef.